# Polka Medley
Polka Medleys são canções características do músico norte-americano "Weird Al" Yankovic. As Polka Medleys são canções de 3 a 5 minutos formadas de trechos de outras canções de outros artistas, sendo esses trechos tocados em estilo polca (com acordeões, tubas e efeitos sonoros, além de outros instrumentos). Todos os trechos são ligados musicalmente, de modo a constituir uma única faixa contínua.
Todos álbuns de estúdio de "Weird Al" possuem uma delas, com exceção do primeiro álbum, "Weird Al" Yankovic, e os álbuns Even Worse e Alapalooza, embora este último contenha uma versão de "Bohemian Rhapsody" em estilo polca.
"Weird Al" afirma que "fãs ficariam quebrando tudo pelas ruas, eu acho, se eu não fizesse uma polka medley". Ele sempre pede permissão para cada artista antes de incluir um trecho de sua canção na medley.